# Schloss Forchtenstein
Schloss Forchtenstein steht als mittelalterliche Burg baulich an der Nordwestecke der Marktbefestigung Neumarkt in Steiermark des Marktes Neumarkt in Steiermark in der Marktgemeinde Neumarkt in der Steiermark in der Steiermark in einem Hochtal zwischen den Seetaler Alpen im Osten und der Grebenzen im Westen.
Seit der Renovierung und dem Umbau der Burg im Jahr 1884 in ein Wohnschloss wird Burg Forchtenstein als Schloss Forchtenstein bezeichnet.

## Geschichte
Die Gründung von Schloss Forchtenstein reicht bis in die Mitte des 12. Jahrhunderts zurück. Das Schloss, damals noch eine Wehrburg, hatte eine wichtige Funktion als Bollwerk entlang der Verbindungsstraße zwischen Donau und Italien.
Im Jahre 1187 wird in einer Urkunde erstmals ein Markwart von Forchtenstein genannt.
Die Burg wurde 1457 zusammen mit dem Markt vom Salzburger Erzbischof Sigismund I. von Volkersdorf „frei und unentgeltlich“ an den Habsburger Kaiser Friedrich III. abgetreten. Die Habsburger setzten Verwalter ein, die auf Burg Forchtenstein residierten.
Die Burg wurde durch König Ottokar II. Přemysl erobert. 1480 wurde auf Forchtenstein gegen die Eroberungszüge der Osmanen Widerstand geleistet.
Die wirtschaftliche Basis der Herrschaft war seit alters her die Einhebung von Mauteinnahmen und Verwertung von Mautrechten.
Schloss Forchtenstein wurde 1956 von der Europäischen Föderalistischen Bewegung (EFB Österreich – Landesverband Steiermark) gepachtet. Seither ist Schloss Forchtenstein eine internationale Begegnungsstätte, Ideenwerkstatt und ein Bildungszentrum zur parteiübergreifenden Förderung des europäischen Föderalismus und der europäischen Integration. Im Herbst 1956 wurde das Schloss von Robert Schuman besucht und von ihm für die neue geplante Widmung des Schlosses der EFB für die Zukunft mitgegeben:

„Möge diese Burg im eigentlichen und im übertragenen Sinne des Wortes eine Festung des europäischen Gedankens sein!“

Am 7. Juli 1957 wurde auf Schloss Forchtenstein das erste Europahaus in Österreich gegründet und nach seinem Gründer Karl-Brunner-Europahaus benannt. Am 1. Januar 1975 kaufte die Europäische Föderalistische Bewegung das Schloss von der bisherigen Eigentümerin Felicitas Bittner-Wallaschek. Seit 1981 findet hier im Sommer jährlich das Europa-Forum Neumarkt der EFB Steiermark statt.
2018 wurde das Schloss von der bisherigen Eigentümerin, der EFB Steiermark, für einen symbolischen Betrag an die EYFON-Stiftung (European Youth Forum Neumarkt) übertragen. Die EYFON-Stiftung wurde von Christoph Leitl, Georg Spiegelfeld-Schneeburg, Franz Majcen, Gerhard Stürmer und Christian Buchmann errichtet.

## Anlage
Schloss Forchtenstein besteht im Kern aus einem viergeschoßigen Turmhaus im Nordwesten. An das Turmhaus sind die Wehrmauern und weitere Gebäude in einem langgestreckten Rechteck angebaut. Im Südosten befindet sich ein Gebäude, das mit der "Stadtmauer" verbunden ist.
Basis des Turmhauses bildete ein alter römischer Wachturm. Aufgrund von Untersuchungen wurde festgestellt, dass der Burgberg sehr wahrscheinlich bereits in frühgeschichtlicher Zeit besiedelt war (vermutlich jüngere Eisenzeit). Die Hochebene von Neumarkt wurde in slawischer Zeit als "Graslupp" und Burg Forchtenstein als "castrum Graslupp" bezeichnet.

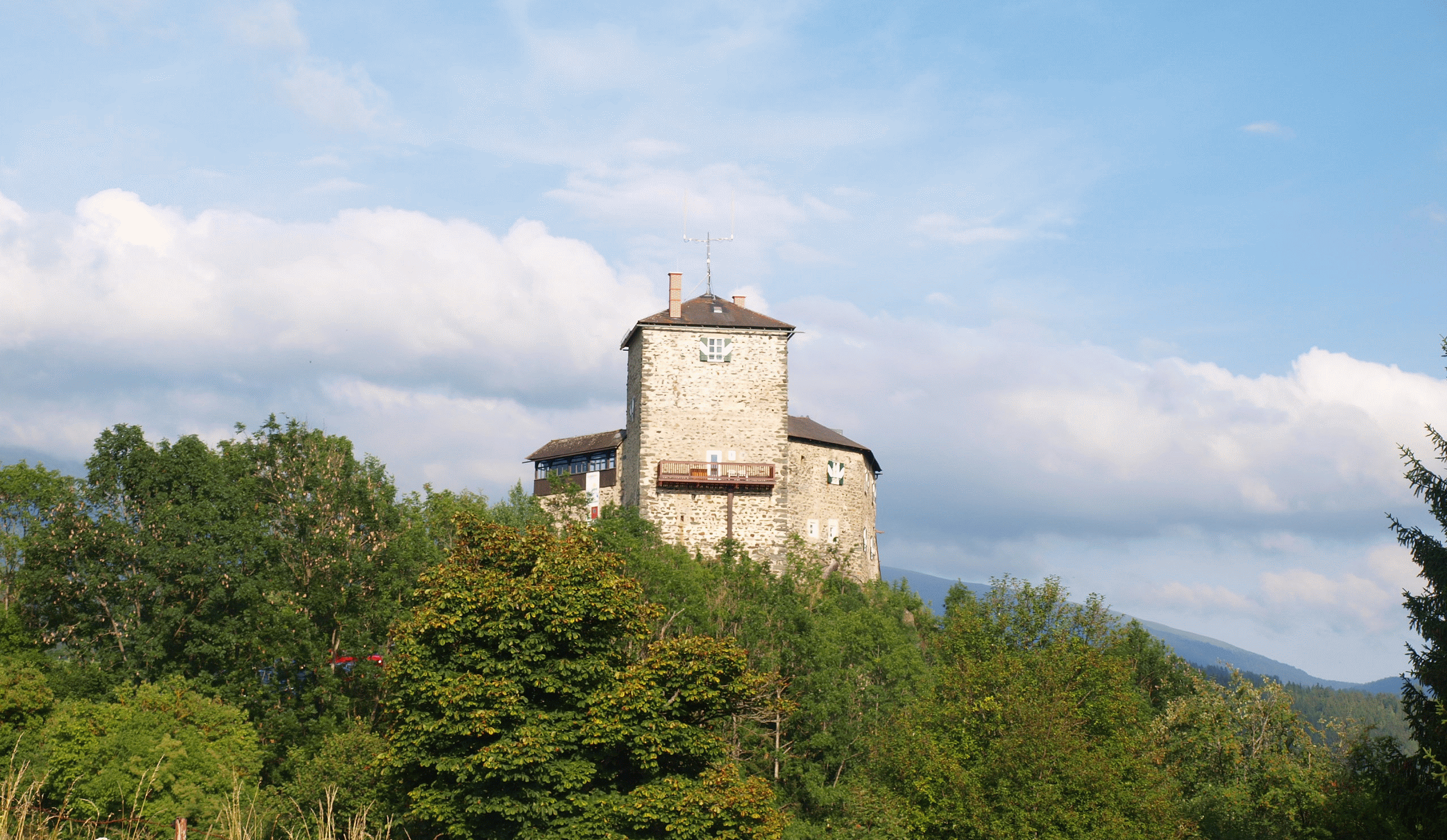
Schloss Forchtenstein

## Herkunft des Namens
Der Name des Schlosses Forchtenstein in Neumarkt soll aus dem ahd. forhten (fürchten) und Stein abgeleitet sein.

## Lokale Daten
Schloss Forchtenstein, Europahaus; Schloßleiten 6; KG: 8820 Neumarkt; GstNr.: .143.